# Semachrysa picilabris
Semachrysa picilabris is een insect uit de familie van de gaasvliegen (Chrysopidae), die tot de orde netvleugeligen (Neuroptera) behoort. 
Semachrysa picilabris is voor het eerst wetenschappelijk beschreven door Kimmins in 1952.